# Dahaneh-ye Meymand
Dahaneh-ye Meymand (persiska: سر دهنه ميمند, دهنه میمند) är en ort i Iran.   Den ligger i provinsen Hormozgan, i den sydöstra delen av landet, 1 000 km sydost om huvudstaden Teheran. Dahaneh-ye Meymand ligger 1 410 meter över havet och antalet invånare är 203.
Terrängen runt Dahaneh-ye Meymand är varierad. Runt Dahaneh-ye Meymand är det glesbefolkat, med 17 invånare per kvadratkilometer. Närmaste större samhälle är Zākīn, 15,2 km söder om Dahaneh-ye Meymand. Trakten runt Dahaneh-ye Meymand är ofruktbar med lite eller ingen växtlighet.